# أحمد الأزكي
أحمد بن سعيد الأزكي (مواليد 17 يناير 1964م)، هو فنان عُماني شامل، مارس التمثيل والتأليف والإخراج التلفزيوني والمسرحي والإذاعي، فاشترك في كثير من الأعمال الدرامية التلفزيونية مثل مسلسل قراءة في دفتر منسي من تأليف وإخراج أمين عبد اللطيف، ومسلسل الماضي يعود غداً من تأليف مصطفى حشيش وإخراج المخرج الراحل سامي محمد علي، ومسلسل عايش زمانه من تأليف الكاتب العماني أحمد بن درويش الحمداني، وإخراج سامي محمد علي، ومسلسل يوميات سعيد وسعيدة تأليف أحمد الحمداني، وإخراج سامي محمد علي، كما شارك بالتمثيل في عدد كبير من المسلسلات الإذاعية، وفي المسرح قام بأداء شخصية عطيل ضمن المسرحية التي تحمل نفس العنوان للشاعر الإنجليزي وليم شكسبير، وهي من إخراج عبد الغفور بن أحمد البلوشي.

## الحالة الاجتماعية
أحمد الأزكي متزوج وله من الأبناء حسب الترتييب سلطانة، جمانة، لقمان، نور، حور، ويكنى بِــ (أبولقمان)..
الأزكي درس الماجستير في جامعة نزوى، متخصصًا في النقد الأدبي، كما نال عددًا كبيرا من الدورات التدريبية في مجالات الإخراج والتأليف التلفزيوني في كُلٍ من معهد التدريب في جمهورية مصر العربية ومعهد التدريب الإذاعي والتلفزيوني في الجمهورية العربية السورية حيث حصل في تلك الدورات على تقدير ممتاز مما أهّله القيام بأعماله الفنية بين الإذاعة والتلفزيون والمسرح.
الأزكي درس الماجستير في جامعة نزوى، متخصصًا في النقد الأدبي، كما نال عددًا كبيرا من الدورات التدريبية في مجالات الإخراج والتأليف التلفزيوني في كُلٍ من معهد التدريب في جمهورية مصر العربية ومعهد التدريب الإذاعي والتلفزيوني في الجمهورية العربية السورية حيث حصل في تلك الدورات على تقدير ممتاز مما أهّله القيام بأعماله الفنية بين الإذاعة والتلفزيون والمسرح.

## السيرة الذاتية

### *الاسم
```
أحمد بن سعيد بن ناصر الأزكي..
(مُدرّب معتمد وكاتب درامي ومسرحي ومخرج إذاعي وباحث في التاريخ العُماني).
(ممثل درامي ومسرحي سابق في الإذاعة والتلفزيون والمسرح)
```

## *تاريخ الميلاد
من مواليد 17 / 1 / 1964م.

## *آخر وظيفة في حياته العملية
```
رئيس قطاع الإنتاج الدرامي.(بالهيئة العامة للإذاعة والتلفزيون)
```

متقاعد من العمل بشكل اختياري اعتباراً من 30 / 4 / 2017م

## *المؤهل الدراسي
ماجستير لغة عربية النقد الأدبي- امتياز مع مرتبة الشرف- جامعة نزوى 2021-2022م

## *الوظائف السابقة
- فني مراقبة (إذاعة سلطنة عُمان) 1/6 /1982 وحتى 13 / 2 / 1989م.
-مخرج برامج (إذاعة سلطنة عُمان) 14/2 /1989 وحتى 9 /10/ 1994م.
-رئيس قسم الإنتاج (إذاعة سلطنة عمان) 10/10/1994 وحتى 5/ 7 / 2002م.
-رئيس قسم الدراما والمنوعات (إذاعة سلطنة عمان) 6/7/2002م وحتى 2/4/2004م
-مدير دائرة التسجيل والتنفيذ (إذاعة سلطنة عمان) 3/4/2004 وحتى 23/12/2008م
-خبير درامي بدائرة الإنتاج (تلفزيون سلطنة عُمان) 24/12/2008 وحتى 9/6/2014م.
-رئيس قطاع الإنتاج الدرامي (الهيئة العامة للإذاعة والتلفزيون) 10/6/2014وحتى تاريخه 29 / 4 / 2017 م.
-و أخيرا خرج إلى التقاعدُ الاختياري بتاريخ 30 / 4 / 2017م. وذلك من أجل التفرّغ للتدريب والكتابة.

## *الدورات التي حصل عليها
-دورة فنية عامة في فنون الإذاعة في معهد الإذاعة والتلفزيون بالقاهرة (ماسبيرو) لمدة أربعة أشهر وذلك في عام 1982م.
-دورة تدريبية في مجال إخراج الدراما الإذاعية في المركز العربي للتدريب الإذاعي والتلفزيوني بدمشق التابع لاتحاد إذاعات الدول العربية / جامعة الدول العربية في الفترة من 18/7/1991م وحتى 7/8/1991م.
-دورة تدريبية في مجال الحاسب الآلي (بيئة النوافذ) بمعهد النجوم سنة 1996م.
```
-دورة تدريبية في مجال كتابة السيناريو التلفزيوني تحت إشراف المخرج 
حسين حلمي المهندس
 والسيناريست محسن زايد باستوديو (9) بإذاعة سلطنة عمان سنةَ 1995.
```

-دورة تدريبية في مجال تأليف الدراما الإذاعية في المركز العربي للتدريب الإذاعي والتلفزيوني بدمشق التابع لاتحاد إذاعات الدول العربية / جامعة الدول العربية 1997م.
-دورة تدريبية في مجال كتابة السيناريو بمركز التدريب التابع لوزارة الإعلام تحت إشراف الدكتور مدكور ثابت سنة 2000م.
-دورة تدريبية في مجال الحاسب الآلي (أوفيس + أوت لوك) بمعهد الإدارة العامة سنة 2001م.
-دورة تدريبية في مجال كتابة السيناريو بفندق إيبيس في مسقط تحت إشراف الأستاذة نادية عليوات سنة 2012م.
-دورة تدريب المدربين TOT، من مركز دليل لخدمات التدريب، سنة 2017م

## *المهام الفنية
-عضو لجنة تحكيم مهرجان الإذاعة والتلفزيون بتونس 1999م.
```
-عضو لجنة مسابقة برنامج«اعرفْ بلادك»، عن المعالم السياحية في الوطن العربي، 23/11/2004م / الجزائر.
```

-عضو لجنة تحكيم في مهرجان القاهرة للإذاعة والتلفزيون (تحكيم الأغنية التلفزيونية) 2005م.
```
-عضو لجنة تحكيم الأغنية العربية في القاهرة عام 2010م.
```

-عضو لجنة النقد في مهرجان المسرح العماني الرابع.19-28/12/2011م
.
-رئيس لجنة اختيار الأفلام القصيرة في ملتقى الفيلم العماني السادس 24/مارس/2012م.
-عضو لجنة النقد، في الأيام المسرحية لكليات العلوم التطبيقية بصحار 2012م.
-عضو لجنة النقد في مهرجان المسرح العماني الخامس.4-13/12/2013م.
-نائب رئيس لجنة قراءة وتقييم واختيار النصوص الدرامية بالهيئة العامة للإذاعة والتلفزيون 2013م.
-عضو لجنة النقد في الأيام المسرحية لكليات العلوم التطبيقية بعبري 2013م
-رئيس لجنة قراءة واختيار النصوص المسرحية لمهرجان المسرح المدرسي الخامس2014م
-رئيس لجنة تحكيم السيناريو في مهرجان مسقط السينمائي الدولي الثامن 23- /3/2014م.
-عضو لجنة الاختيار في مهرجان المسرح العماني السادس 2015م.
-عضو لجنة النقد في المهرجان المسرحي الجامعي الرابع بجامعة السلطان قابوس في الفترة 27 – 31 / 3 / 2016م
-عضو لجنة التحكيم الرئيسية في مسابقة الأندية للإبداع الشبابي – مسابقة المسرح 2016-2017م.
-عضو لجنة التحكيم في مهرجان الإذاعة والتلفزيون في تونس 2018م.
-رئيس لجنة تحكيم جائزة سالم بهوان للأفلام الروائية القصيرة 2018م.

## *الندوات والوِرش والمحاضرات
ـ أولاً:
```
المجالات التي يمارس من خلالها التدريب وهي:
```

### .الجانب الإعلامي
-إعداد البرامج الإذاعية والتلفزيونية.
-إخراج الدراما والبرامج الإذاعية.
-مهارات التعامل مع وسائل الإعلام.
-إعداد الممثل.
-المهارات الإعلامية للعلاقات العامة.
-مهارات الصوت والإلقاء.
-تنمية الثقافة الإعلامية للمؤسسات.
-مهارة التحدث أمام الجمهور.
-مهارات الإتصال التحريري والكتابة للعلاقات العامة.
-فنون مهارات العرض والتقديم.

## .الجانب الإداري
-مهارات الاتصال والكتابة الإدارية.
-إدارة الاجتماعات.
-مهارات إجراء المقابلات والاختيار والتعيين.
-كتابة التقارير الإدارية.
-دورة تقييم الموظف وإعداد التقرير السنوي.
-حياتك بعد التقاعد.
كيف تخطط لحياتك.
التهيئة والإعداد النفسي للموظف الجديد.

## *الندوات والوِرش والمحاضرات التي قدمها
1.ورشة عمل في «إخراج الدراما الإذاعية» بالهيئة العامة للإذاعة والتلفزيون، في الفترة 10-14/ 12 / 2017م.
2.محاضرة في كُلِية البيان بعنوان، (فن إعداد البرامج الإذاعية) ضمن الملتقى الإعلامي في شهر نوفمبر 2017م.
3.تدريب عدد من طلبة جامعة السلطان قابوس الفصل الصيفي على إعداد البرامج الإذاعية وإخراجها تحت إشراف الدكتور صفوت العالم، خلال التسعينيات.
4.تقديم محاضرة ضمن مقرر«التدريب الإعلامي» لطلبة قسم الإعلام بكلية الآداب والعلوم الاجتماعية بجامعة السلطان قابوس 22/10 / 2002 م، تحت إشراف الدكتور عبيد الشقصي.
5.المشاركة في الحلقة النقاشية «دور الإعلام في تنمية أفضل للأطفالِ والشباب» تحت إِشراف منظمة الأمم المتحدة للطفولة (يونسيف)
6.المشاركة في ندوة الدراما والرؤى المستقبلية لبرامج الأطفال بالإذاعة والتلفزيون بتاريخ 12 / فبراير / 2007م، (الدراما الإذاعية للأطفال) تحت إشراف أسرة الكاتبات العمانيات بالنادي الثقافي.
7.ورشة عمل كتابة السيناريو التلفزيوني..صالون ظفار السينمائي 20 -24/4/2013م.
8.محاضرة عن كتابة السيناريو بكلية مجان 2013م تحت إشراف الدكتور خالد عبد الرحيم الزدجالي.
9.محاضرة عن كتابة السيناريو بكلية العلوم التطبيقية بنزوى 2013م.
10.تقديم ورقة عمل حول واقع الدراما الإذاعية من خلال ندوة تطوير المسرح والدراما في السلطنة.
11.عضو لجنة تطوير الدراما والمسرح، تحت إشراف ديوان البلاط السلطاني.
12.ورشة عمل (كيفية تقييم النصِ التلفزيوني تقييما مهنياً)وذلك في دائرة الإنتاج بالهيئة العامة للإذاعة والتلفزيون.2011م.
13.محاضرة عن الأديب الصغير لمشرفي المسارح بوزارة التربية والتعليم. 2014م
14.محاضرة عن التأليف الدرامي والمسرحي لمشرفي المسارح بوزارة التربية والتعليم في أكتوبر 2015م.
15.ورشة ميكانيزيم الكتابة والإخراج لمسرح العرائس، مهرجان الدن العربي 2017م.
16.بحث في التاريخ العماني كثيراً، فما استنتجه تم تحويله إلى أعمالٍ درامية
مثل: مسلسل الشعر ديوان العرب:
```
- شخصية الشاعر الشيخ خلف بن سنان الغافري.
```

```
- الشاعر الشيخ سالم بن محمد الدرمكي (أبو الأحول)
```

```
- مسلسل النواس والنسور (يتحدث عن سيرة السيد سعيد بن سلطان البوسعيدي)
```

```
– البرنامج الإذاعي، ما أروع تاريخ بلادي..(عبارة عن مقتطفات من التاريخ العماني تم تقديمه للناشئة)
```

```
- يحضر حالياً كتابة مسلسل عن الإمام الجلندى بن مسعود.
```

```
- ويحضر حالياً مسلسل«الإمام الصلت بن مالك الخروصي»..
```

- ساهم بكتابة بعض المشاهد في مسلسل عُمان في التاريخ..
- انتهى مؤخراً من كتابة أوبريت السلام «رحلة السفينة سلطانة»، لشؤون البلاط السلطاني.
- يحضّر حالياً كتابة مسرحية (زهرة سقطرى).
17.مشرف عام على إنتاج المسلسلات والأفلام التلفزيونية التالية (إنتاج تلفزيون سلطنة عمان):
-مسلسل إنكسار الصمت
-مسلسل دهاليز.
-مسلسل بقايا زمان
-فيلم أطفال على السطوح.
-فيلم نوافذ معلَّقة.
ـ بعد التقاعد عَمل كمحاضر في كلية الدراسات المصرفية والمالية في مادة (تاريخ عُمان والحضارة الإسلامية) خلال الفترة 16/9/2018م وحتى 28/2/2019م

## *الجوائز

### *الإذاعة
1.الجائزة البرونزية عن سهرة ضيوف على مائدة السهرة في المهرجان الرابع للإذاعة والتلفزيون في القاهرة.(تأليف وإخراج) عام 1998م.
2.جائزة أفضل مخرج في الوطن العربي عن إخراج الدراما الإِجتماعية الإذاعية في مهرجان الإذاعة والتلفزيون بالقاهرة سنة 2000م وذلك عن إخراج المسلسل الإذاعي (طيور بلا ريش).
3.الجائزة الذهبية للمسلسل الإذاعي (طيور بلا ريش) الإذاعية في مهرجان الإذاعة والتلفزيون بالقاهرة سنة 2000م
4.الجائزة الفضية عن برنامج (حكايات جدي) تأليف وإخراج أحمد بن سعيد الأزكي مهرجان الخليج السابع للإنتاج الإذاعي والتلفزيوني.
5. شهادة تقدير لتمثيلية (الشيطان لايزال يغني) تأليف أحمد بن سعيد الأزكي، إخراج طالب محمد البلوشي الإذاعية في مهرجان الإذاعة والتلفزيون بالقاهرة سنة 2000م.
6.الجائزة الفضية عن برنامج الأطفال أبناء الحاسوب والأنترنت في المهرجان السابع للإذاعة والتلفزيون في القاهرة.(تأليف وإخراج)
7.الجائزة الفضية عن برنامج الأطفال دنيا الصغار في عالم البحار في المهرجان الثامن للإذاعة والتلفزيون القاهرة.(تأليف)
8.الجائزة الفضية عن تمثيلية (سجن بلا قضبان) تأليف أحمد الأزكي، إخراج طالب البلوشي، مهرجان الخليج الثامن للإذاعة والتلفزيون في البحرين.
9.الجائزة الذهبية عن تأليف برنامج أكمل الحكاية في المهرجان الثاني عشر للإذاعة والتلفزيون في القاهرة عام 2006م.
```
10. الجائزة الفضية للبرنامج الديني / حوار وأضواء حول آيات القرآن الكريم مهرجان الخليج التاسع للإنتاج الإذاعي والتلفزيوني الذي أُقيم بمملكة البحرين، إعداد وتقديم د.إبراهيم الكندي، يشارك في التقديم أحمد الأزكي وهلال الهلالي.
```

11.الجائزة البرونزية عن برنامج الأطفال / المستكشف الصغير مهرجان الخليج التاسع للإنتاج الإذاعي والتلفزيوني الذي أُقيم بمملكة البحرين
12.الجائزة الأولى عن مسلسل المدينة الفاضلة بمسابقة الإبداع الإعلامي.(تأليف)

### * التلفزيون
```
1. جائزة أفضل نصٍ تلفزيوني عن مسلسل أيام الندم في مسابقة الإبداع الإعلامي التي نظمتها
وزارة الإعلام في سلطنة عمان.
```

### *المسرح
1.جائزة أفضل نص مسرحي في مسابقة الشباب في قطر عن مسرحية الشروط 2001م.
2.أفضل نص مسرحي في مسابقة الشباب التاسعة في قطر عن مسرحية الليلة الحالكة 2010م.

## *بعض أعماله البرامجية والدرامية

### أ/الدراما
1.تأليف مسلسل وإذْ قال لقمان..30 حلقة.
2.تأليف مسلسل صناع الثقافة العربية 180 حلقة.
3.تأليف مسلسل سهام في غابة الشجعان 30 حلقة.
4.تأليف مسلسل الفصحاء. 90 حلقة.
5، تأليف مسلسل المدينة الفاضلة 90 حلقة.
6.كتابة الحوار التمثيلي لمسلسل حكايات جدي 270 حلقة.
7.كتابة السهرة الدرامية ضيوف على مائدة السهرة 150 حلقة، مدة كل حلقة ساعة كاملة.
8.كتابة السهرة الدرامية رياض العاشقين..13حلقة، مدة كل حلقة ساعة كاملة.
9.تأليف مسلسل كوكب الأطفال..90 حلقة.
10.تأليف مسلسل محاكمات أدبية..30 حلقة.
11.تأليف مسلسل العبَّـاد والزهَّاد..30 حلقة (إنتاج مركز القدس للإنتاج الفني).
12.تأليف مسلسل الأعلام المحمدون.30 حلقة.
13.تأليف مسلسل لغة الألوان. 30 حلقة.
14.تأليف مسلسل دنيا الصغار في عالم البحار 90 حلقة.
15.تأليف مسلسل خلف الأسوار 30 حلقة.
16.مسلسل غرائب الأسماء في عالم الأدباء.30 حلقة.
17.مسلسل شباب ونوابغ 180 حلقة.

### ب/البرامج الإذاعية
1.إعداد برنامج ترانيم الشروق..90 حلقة إذاعية.
2.إعداد برنامج من المكتبة العمانية..90 حلقة.
3.إعداد برنامج أنوار رمضانية 30 حلقة.
4.إعداد برنامج حكايات الصيف والأطفال 90 حلقة.
5.إعداد برنامج رحلة الابتسامات 90 حلقة.
6.كتابة مسابقة الأطفال لأكثر من 12سنة متصلة، ومن عناوين هذه المسابقة..مسابقة حكايات كليلة ودمنة..مسابقة أهلاً بكم في عمان..مسابقة أصدقاء البيئة..مسابقة أرقام وحروف..مسابقة أكملِ الحكاية..مسابقة رحلة الألوان.

### ج/ الإخراج الإذاعي
1.إخراج مسلسل رجل محظوظ جداً.30 حلقة.
2.إخراج مسلسل القلب الباكي. 30 حلقة.
3.إخراج مسلسل جرح على صدر الزمن. 30 حلقة.
العنوان:
```
سلطنة عُمان..محافظة مسقط / ولاية بوشر / الأنصب
```

4.إخراج مسلسل البيت الدافئ. 30 حلقة.
5.إخراج مسلسل طيور بلا ريش. 30 حلقة.
6.إخراج مسلسل أيام الندم. 30 حلقة.
7.إخراج مسلسل رحماك قدر 30 حلقة.
8.إخراج مسلسل النجوم الزاهرة 90 حلقة.
9.إخراج مسلسل حكايات جدي 270 حلقة.
10.إخراج سهرة ضيوف على مائدة السهرة 150 حلقة

### ثانيا التلفزيون
1.تأليف مسلسل أيام الندم..(جزءان).
2.تأليف مسلسل الدنيا حظوظ 30 حلقة.
3.تأليف مسلسل زينب 30 حلقة.
4.تأليف مسلسل عائلة شمسه (وهو أول مسلسل كارتوني عماني ناطق).
5.إعادة كتابة وتأليف مسلسل النوارس والنسور..30 حلقة.
6.تأليف بعض حلقات مسلسل الشعر ديوان العرب..الجزء الرابع.

### ثالثا المسرح
1.تأليف مسرحية الشروط.
2.تأليف مسرحية الخادمة.
3.تأليف مسرحية الليلة الحالكة.
4.تأليف مسرحية شجرة الحديد.
5.تأليف مسرحية مقبرة تايم.
6.تأليف مسرحية عماننا الجميلة.
7.إخراج مسرحية الكرسي / تأليف محمد البدوي

### رابعاً الصحافة
كتابة عدد من المقالات تم نشرها في الصحافة المحلية، من تلك المقالات:
1.قراءة نقدية في مسرحية البيت الكبير للكاتب الدكتور صالح الفهدي.
2.مقال بعنوان (لغة الصورة) نشر في سيني عُمان.
3.مقال بعنوان عيد الحب.
4.مقال عُمان الصورة والموقع المفتوح..نشر في سيني عمان.
5.مقال التاريخ العماني والمسرح.
6.جونو يعتذر..(نشر في جريدة الوطن العمانية)
7. ذكريات إذاعية (بين الهمهمات والهمهموت) مجلة التكوين.https://www.omaninfo.om/images/library/file/Book76215.pdf
```
8.ذكريات إذاعية (بين شريط الريل والفلاش ديسك) مجلة التكوين.
```

9.سالم بهوان إضافة للسينما العمانية.(مجلة الدوحة).
10- السينما بين غريقتين. https://sharqgharb.net/alsenma-ben-ghreqten-alsfentt-alfwz-wa/

### خامسا المطبوعات
1.مسرحية الحب في الزمن التائه (مطبوعة / مكتبة الضامري).
2.مسرحية الليلة الحالكة (ضمن كتاب 6 نصوص من المسرح العماني) صادر عن الهيئة العربية للمسرح.
3.تحت الطبع البرنامج الدرامي الإذاعي (محاكمات أدبية)
4.تحت الطبع مسرحية الخادمة.
5.تحت الطبع برنامج (أكمل الحكاية)
6.تحضير موسوعة الأعمال الفنية العماني.
7.تحضير موسوعة الفنان العُماني.
8.تحضير كتابيْ (فن الإعداد الإذاعي) + فن الإخراج الدرامي الإذاعي.

## *العنوان
```
سلطنة عُمان..محافظة مسقط / ولاية بوشر / الأنصب
```